# Cardiodactylus philippinensis
Cardiodactylus philippinensis is een rechtvleugelig insect uit de familie krekels (Gryllidae). De wetenschappelijke naam van deze soort is voor het eerst geldig gepubliceerd in 1913 door Bolívar.